# Distrikt Santa Rosa (Pallasca)
Der Distrikt Santa Rosa liegt in der Provinz Pallasca in der Region Ancash in West-Peru. Der Distrikt wurde am 10. Dezember 1917 gegründet. Er besitzt eine Fläche von 290 km². Beim Zensus 2017 wurden 1135 Einwohner gezählt. Im Jahr 1993 lag die Einwohnerzahl bei 1357, im Jahr 2007 bei 1150. Die Distriktverwaltung befindet sich in der 2370 m hoch gelegenen Ortschaft Santa Rosa mit 337 Einwohnern (Stand 2017). Santa Rosa liegt 16 km südsüdwestlich der Provinzhauptstadt Cabana.

## Geographische Lage
Der Distrikt Santa Rosa liegt im äußersten Südwesten der Provinz Pallasca. Er wird von den Flüssen Río Tablachaca im Westen und Río Santa im Süden begrenzt.
Der Distrikt Santa Rosa grenzt im Süden an den Distrikt Macate (Provinz Santa), im Westen an den Distrikt Santiago de Chuco (Provinz Santiago de Chuco), im Norden an den Distrikt Tauca, im Nordosten an den Distrikt Llapo sowie im Osten an den Distrikt Bambas (Provinz Corongo).

## Ortschaften
Neben dem Hauptort Santa Rosa gibt es noch folgende größere Ortschaften im Distrikt:
- Ancos
- Chuquiquillan
- Cocabal
- El Porvenir
- Miraflores (231 Einwohner)
- Nuevo Quiroz